# Heilig-Kreuz-Kirche (Frankfurt-Bornheim)
| Heilig-Kreuz-Kirche Frankfurt am Main-Bornheim | Heilig-Kreuz-Kirche Frankfurt am Main-Bornheim                                                   |
| ---------------------------------------------- | ------------------------------------------------------------------------------------------------ |
| Kirche und Gemeindehaus                        |                                                                                                  |
| Ort                                            | Frankfurt-Bornheim                                                                               |
| Bundesland                                     | Hessen                                                                                           |
| Land                                           | Deutschland                                                                                      |
| Sprache                                        | Deutsch, Englisch                                                                                |
| Konfession                                     | römisch-katholisch                                                                               |
| Website                                        | Meditationszentrum                                                                               |
| Geschichte                                     |                                                                                                  |
| aktuelle Verwendung                            | Meditationskirche (seit 2007), Kirchort der englischsprachigen Gemeinde in Frankfurt (seit 2011) |
| vorherige Verwendungen                         | Filialkirche von St. Josef Bornheim (1929–1950), Kirche mit eigener Pfarrgemeinde (1950–2007)    |
| Gründer                                        | Josef Höhler                                                                                     |
| Weihe                                          | Heiliges Kreuz                                                                                   |
| Weihe                                          | 25. August 1929                                                                                  |
| Reliquie                                       | Splitter des Heiligen Kreuzes                                                                    |
| Architektur                                    |                                                                                                  |
| Denkmalschutz                                  | Kulturdenkmäler in Hessen                                                                        |
| Architekt                                      | Martin Weber                                                                                     |
| Baustil                                        | Bauhaus                                                                                          |
| Baumaterial                                    | Stahlskelettbau                                                                                  |
| Baujahre                                       | 1928–1929                                                                                        |
| Erster Spatenstich                             | 19. Februar 1928                                                                                 |
| Grundsteinlegung                               | 18. März 1928                                                                                    |
| Daten                                          |                                                                                                  |
| Länge                                          | 53,20 Meter                                                                                      |
| Breite                                         | 18,52 Meter                                                                                      |
| Höhe                                           | 15,50 Meter                                                                                      |
| Turmhöhe                                       | 25,00 Meter                                                                                      |
| Höhe Turmkreuze                                | 6 Meter                                                                                          |
| Breite Turmkreuze                              | 1,50 Meter                                                                                       |
| Anzahl Glocken                                 | 3                                                                                                |
| Verwaltung                                     |                                                                                                  |
| Pfarrei                                        | St. Josef Frankfurt am Main                                                                      |
| Diözese                                        | Bistum Limburg                                                                                   |
| aktuelles Team Meditationszentrum              |                                                                                                  |
| Leitung                                        | Kristina Wolf MMS (kommissarisch)                                                                |
| Priester                                       | Olaf Lindenberg                                                                                  |

Die Heilig-Kreuz-Kirche ist eine katholische Kirche im Frankfurter Stadtteil Bornheim in der Siedlung Bornheimer Hang. Sie war Filialkirche der Pfarrei St. Josef Frankfurt am Main und liegt im Bistum Limburg. Die Kirche ähnelt in ihrer Gestaltung der Frauenfriedenskirche in Frankfurt-Bockenheim.
Ende August 2025 wurde die Schließung des Meditationszentrums und dieses Standortes zum 20. Dezember 2025 angekündigt. Die weitere Nutzung der Räumlichkeiten in Heilig Kreuz stand zu diesem Zeitpunkt nicht fest.

## Nutzung
Das Bistum hat zum 1. August 2007 der Kirche eine neue Bestimmung als Profilkirche gegeben und in ihr das Heilig-Kreuz – Zentrum für christliche Meditation und Spiritualität angesiedelt. Geleitet wurde das Zentrum bis zum Juli 2018 von Helmut Schlegel und seit dem November 2018 von Samuel Stricker. Im Mai 2024 übernahm Kristina Wolf MMS die kommissarische Leitung des Zentrums, da Samuel Stricker in eine andere Position des Bistums Limburg wechselte.
Seit Beginn der Restaurierung des Innenraumes der St.-Leonhards-Kirche finden die Gottesdienste der dort heimischen Internationalen Englischsprachigen Gemeinde seit dem 7. Mai 2011 in der Heilig-Kreuz-Kirche statt. Diese bleibt auch nach Ende der Arbeiten in St. Leonhard in der Heilig-Kreuz-Kirche beheimatet.

## Geschichte

### 20. Jahrhundert

#### Gründung

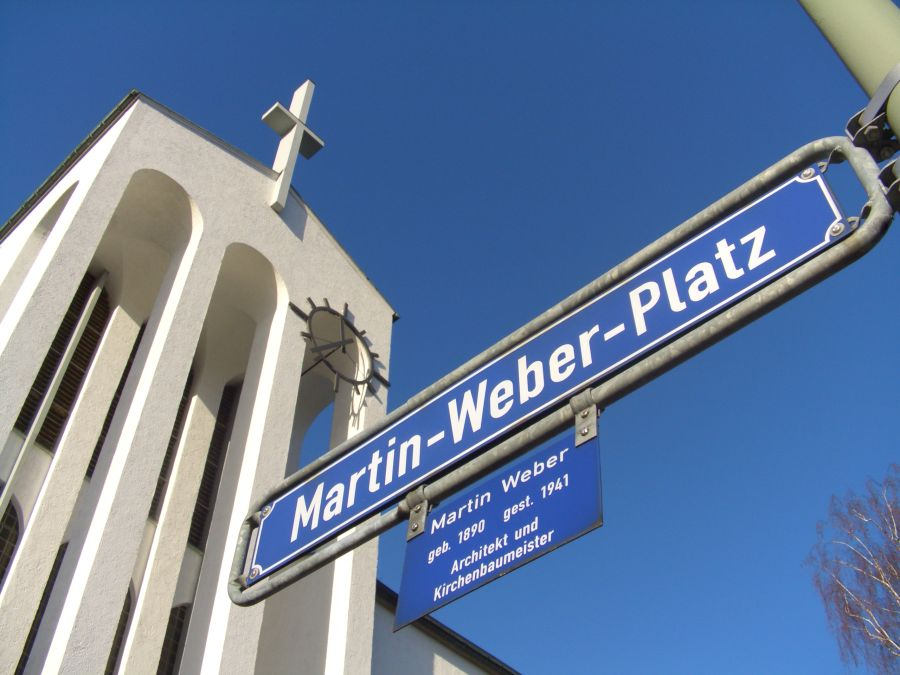
Glockenturm von Heilig Kreuz am Martin-Weber-Platz

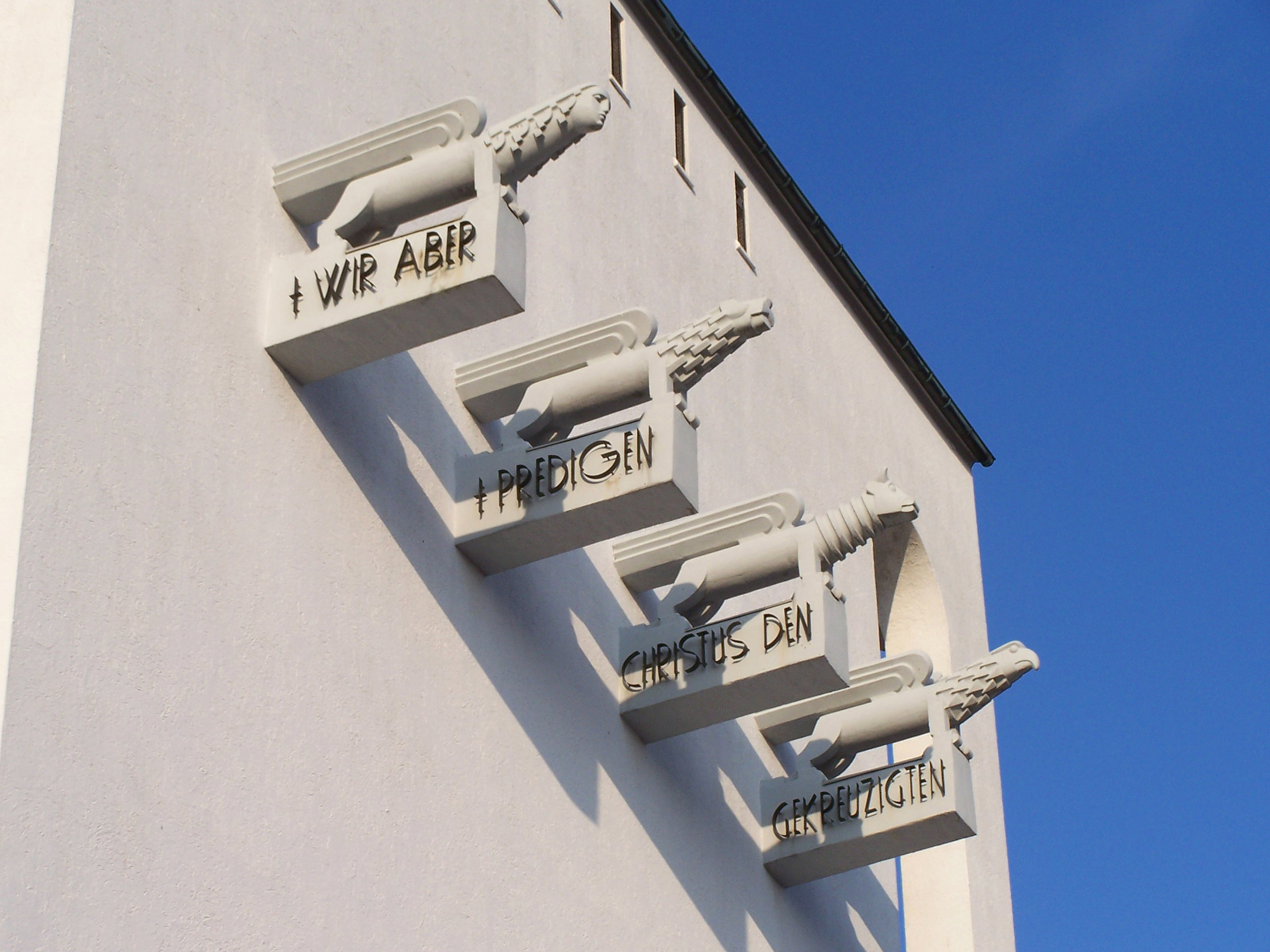
Die die vier Evangelisten symbolisierende Figuren von Arnold Hensler an der Südseite des Turms

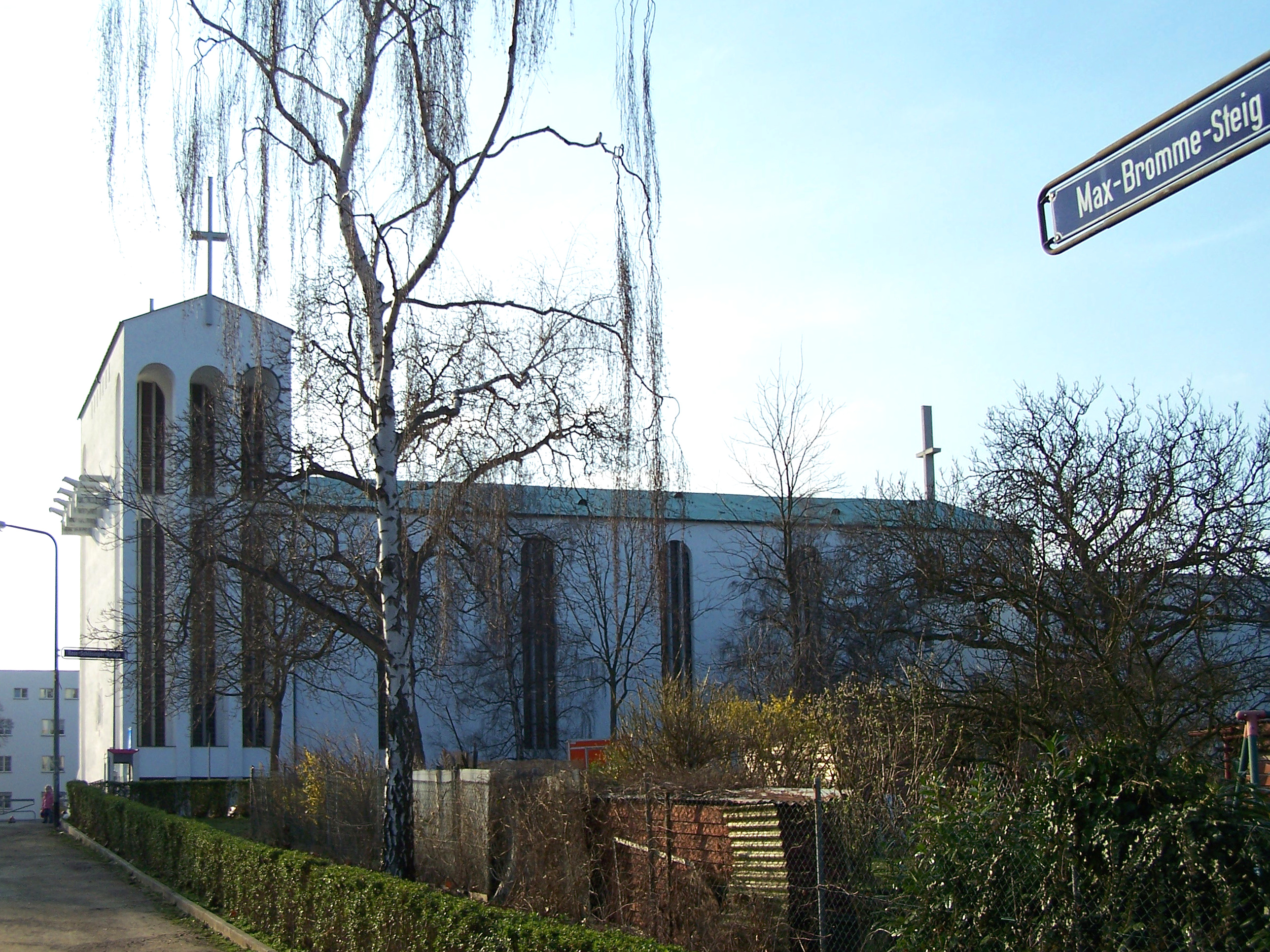
Ostseite der Heilig-Kreuz-Kirche, gesehen aus der Parkanlage am Bornheimer Hang

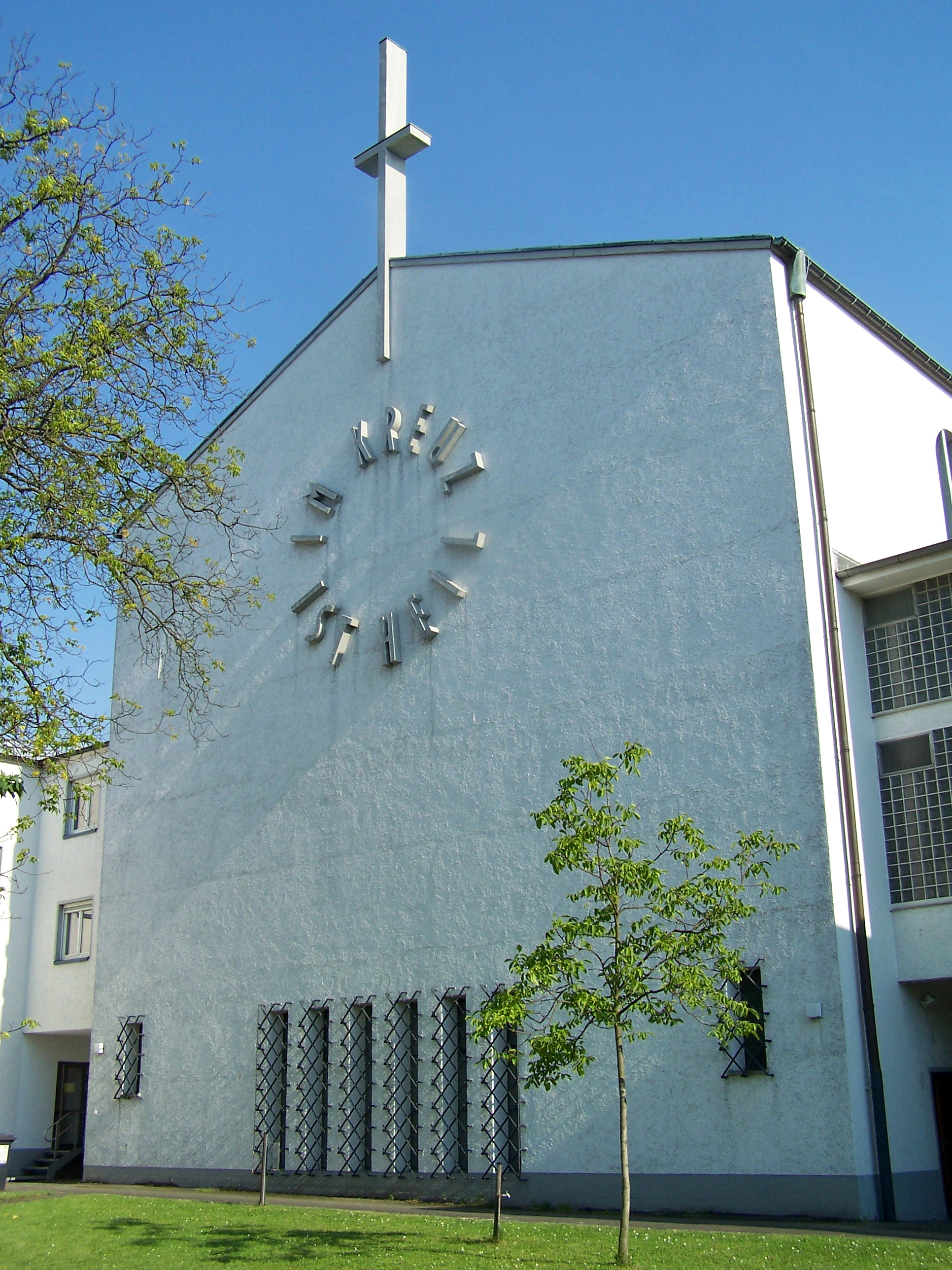
Nordseite des Kirchenschiffs mit kreisförmiger Schrift „Im Kreuz ist Heil“ von Arnold Hensler

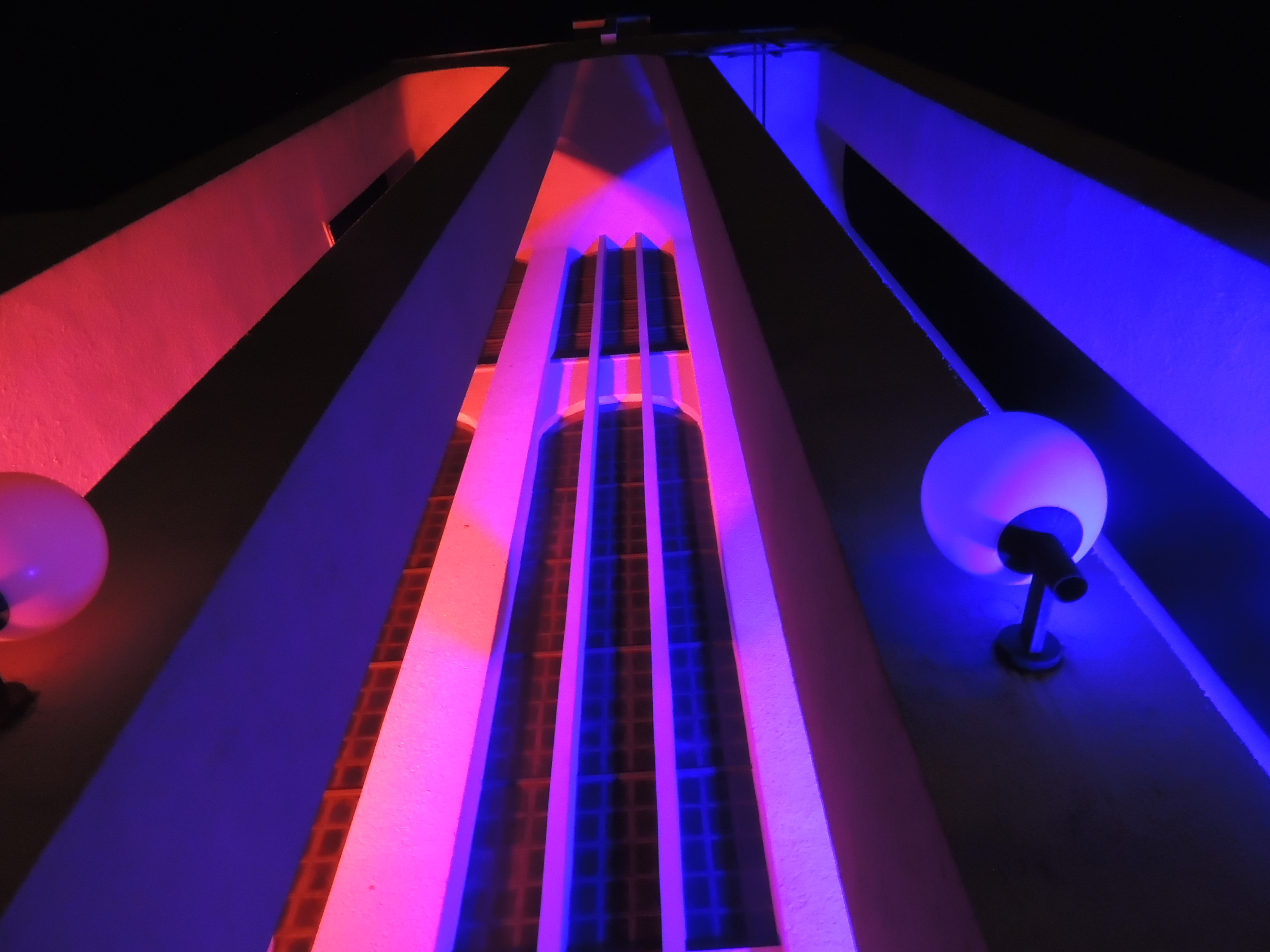
Außenbeleuchtung am Turm am ersten Adventswochenende 2020

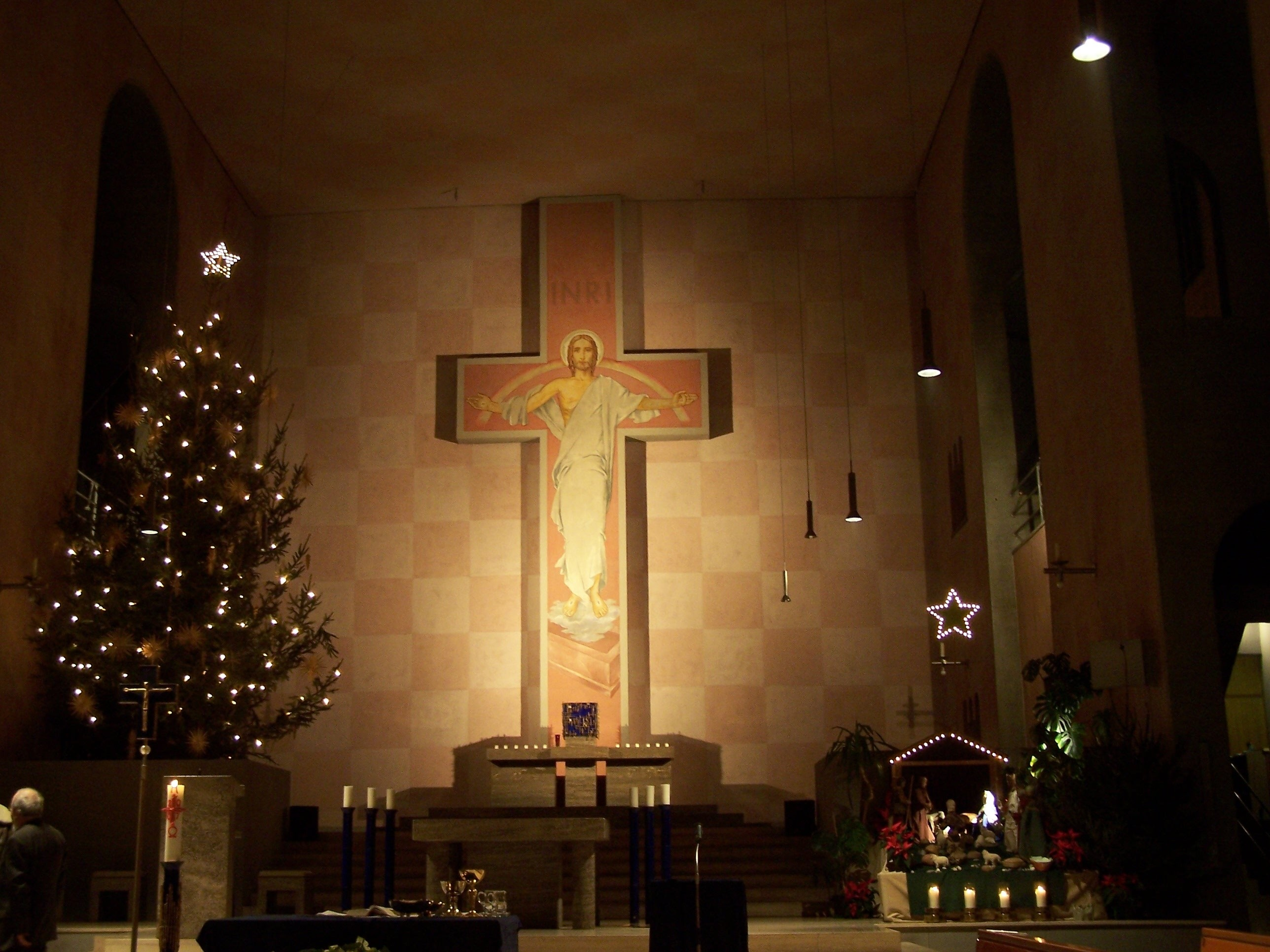
Altarraum, Weihnachten 2007

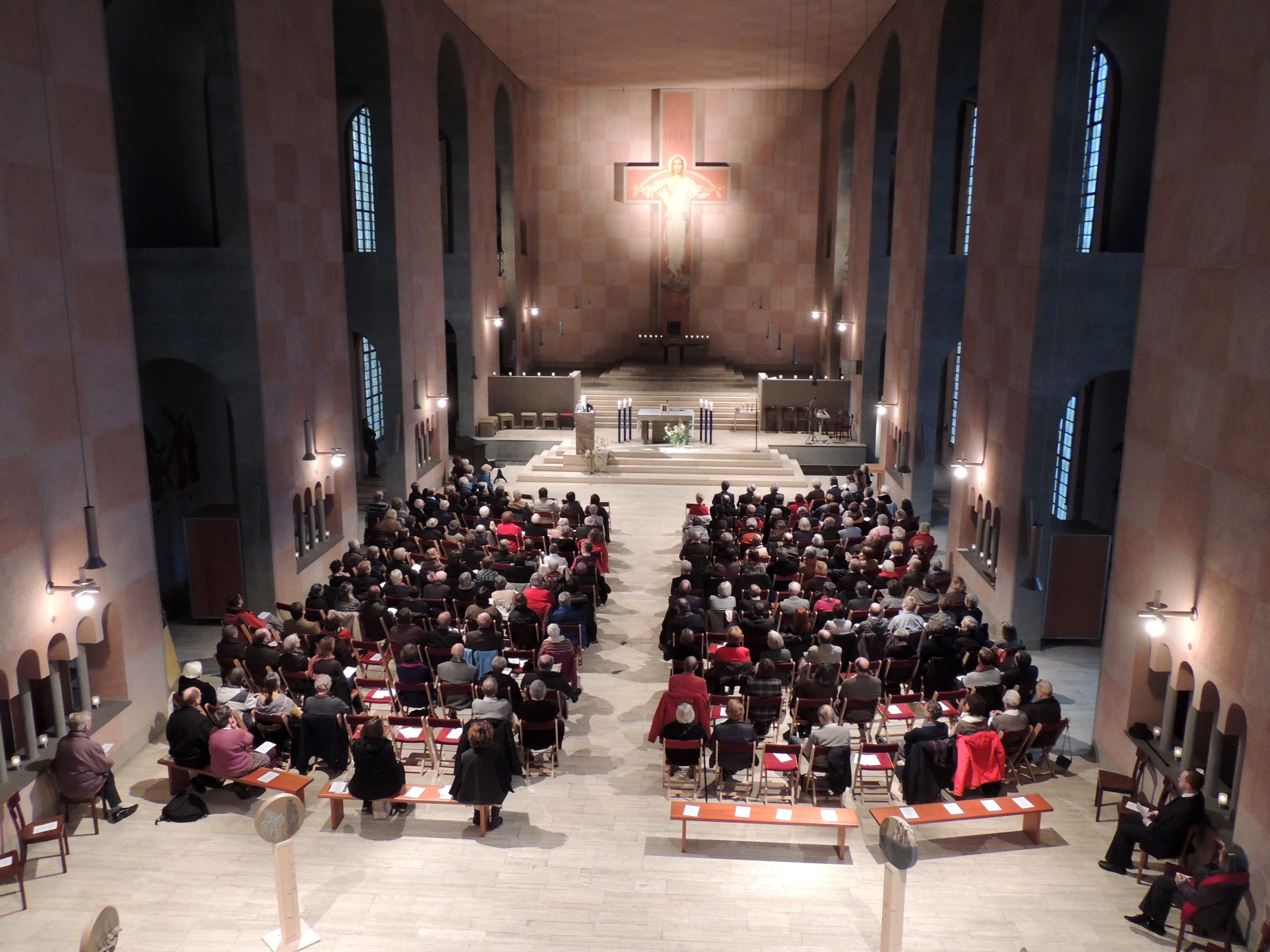
Innenraum der Heilig-Kreuz-Kirche, 5-jähriges Jubiläum des Meditationszentrums 2012

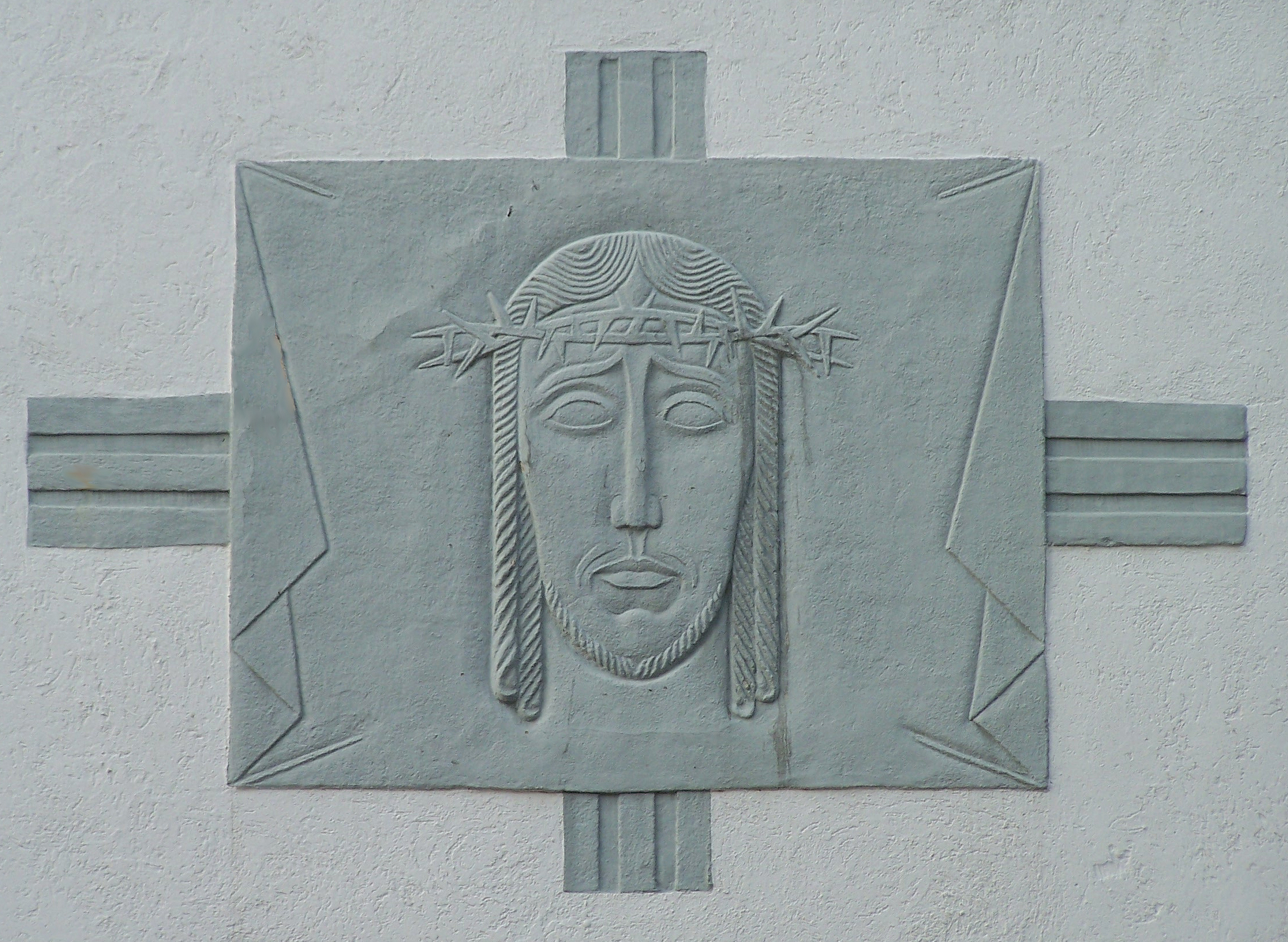
Schweißtuch der Veronika an der Südseite des Kirchturms von Arnold Hensler

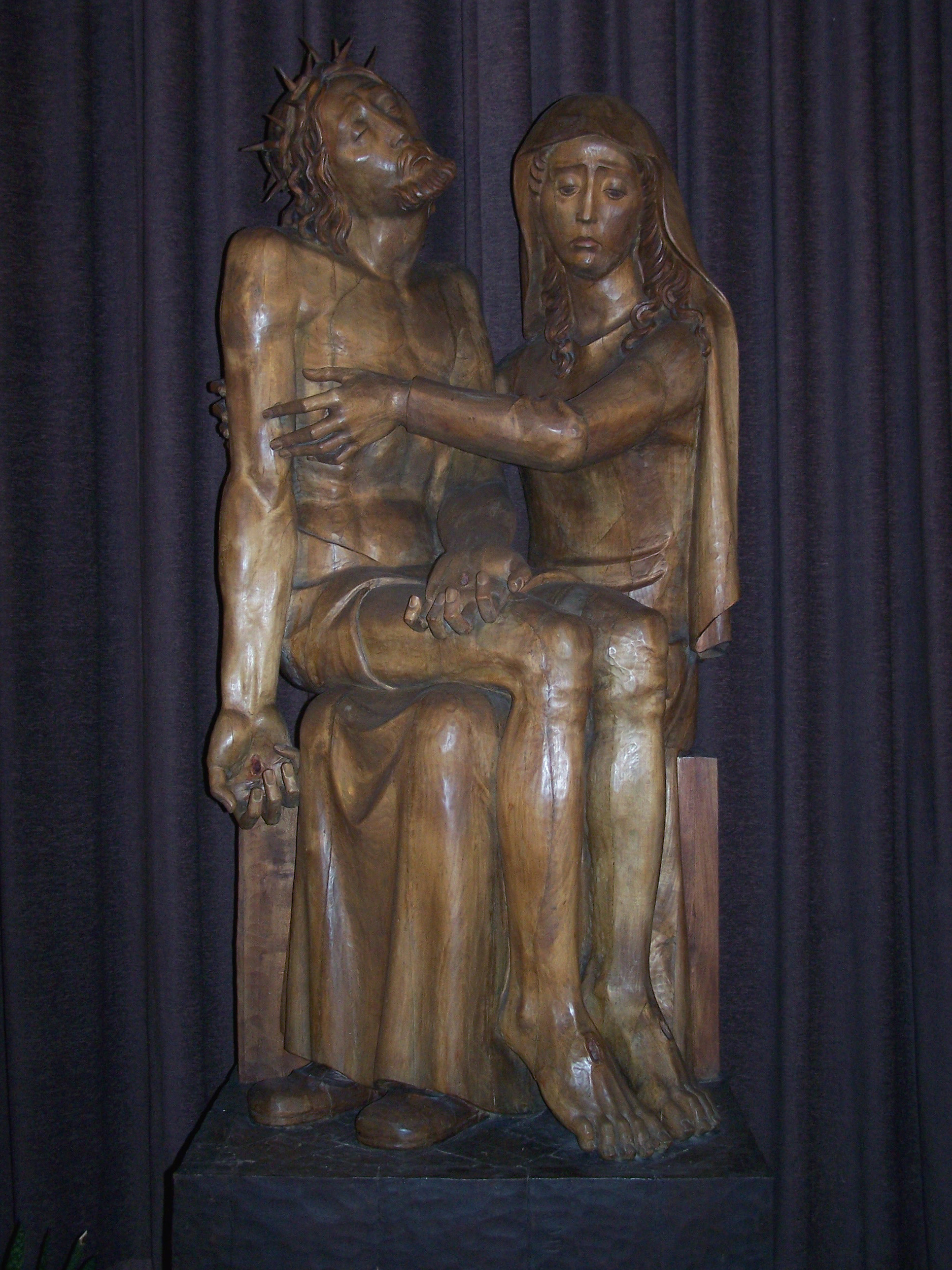
Pietà von Arnold Hensler und Otto Zirnbauer an ihrem ursprünglichen Stellplatz in der Eingangshalle

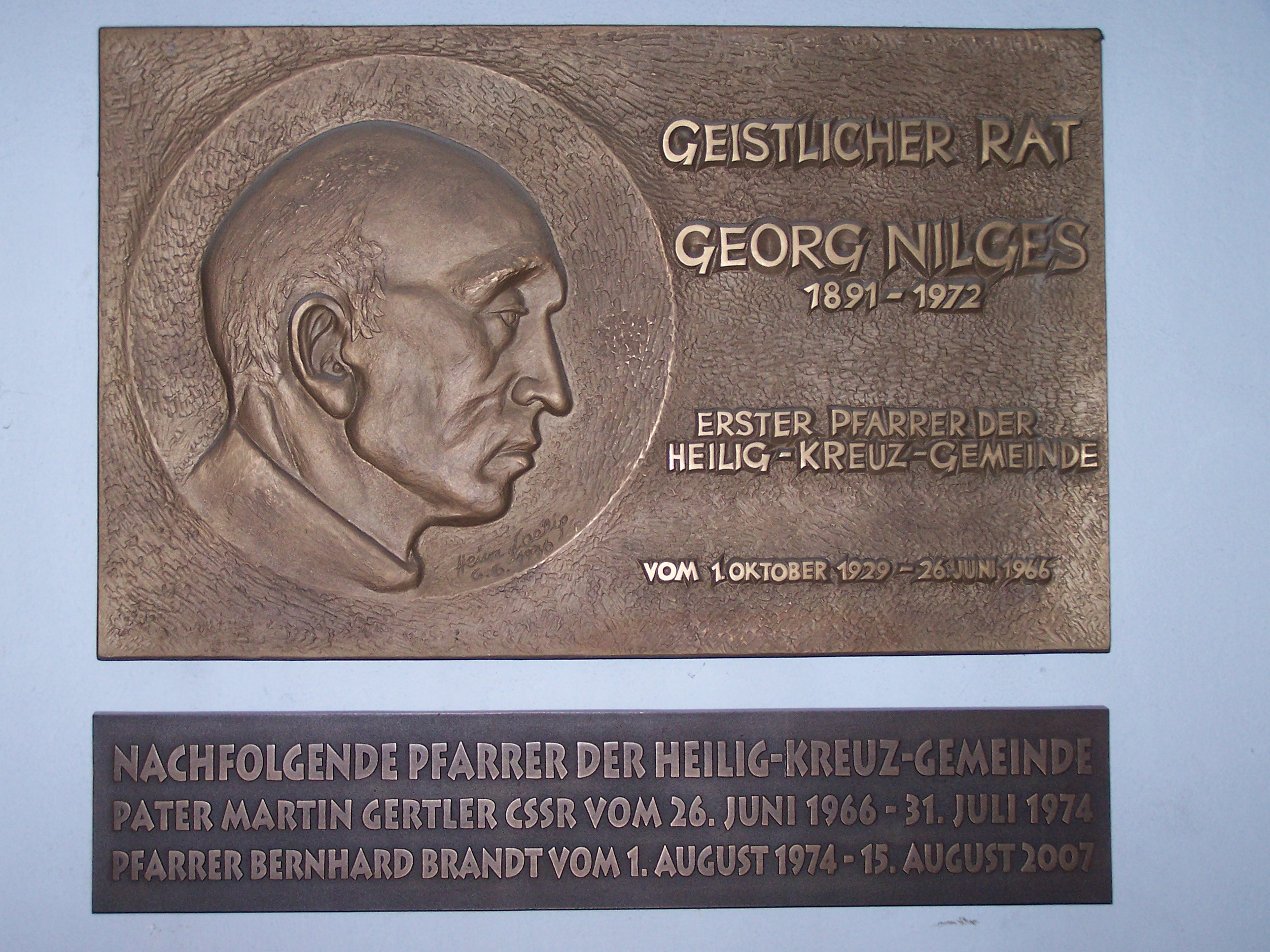
Gedenktafel im Kircheninneren

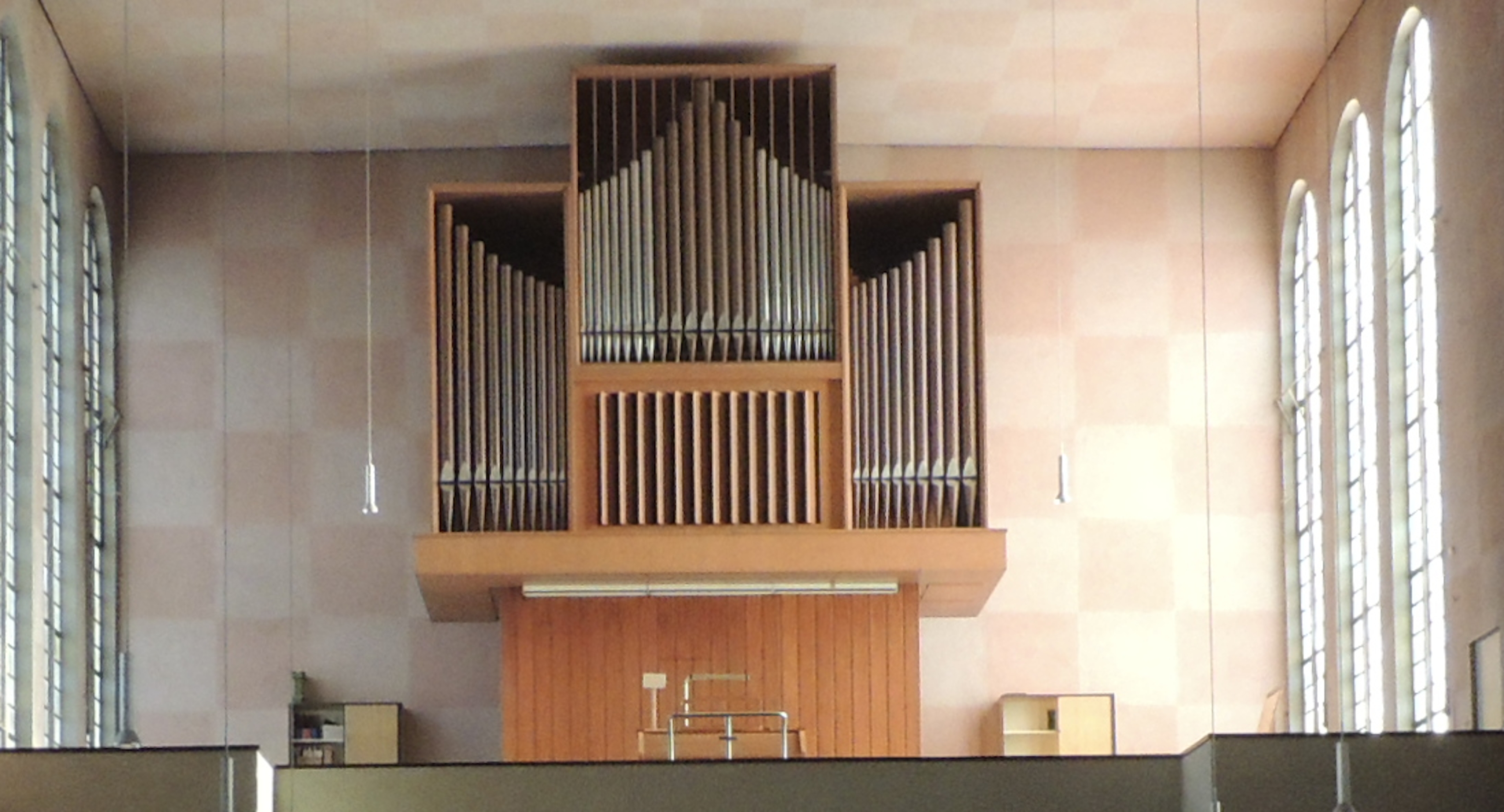
Die Orgel auf der Empore

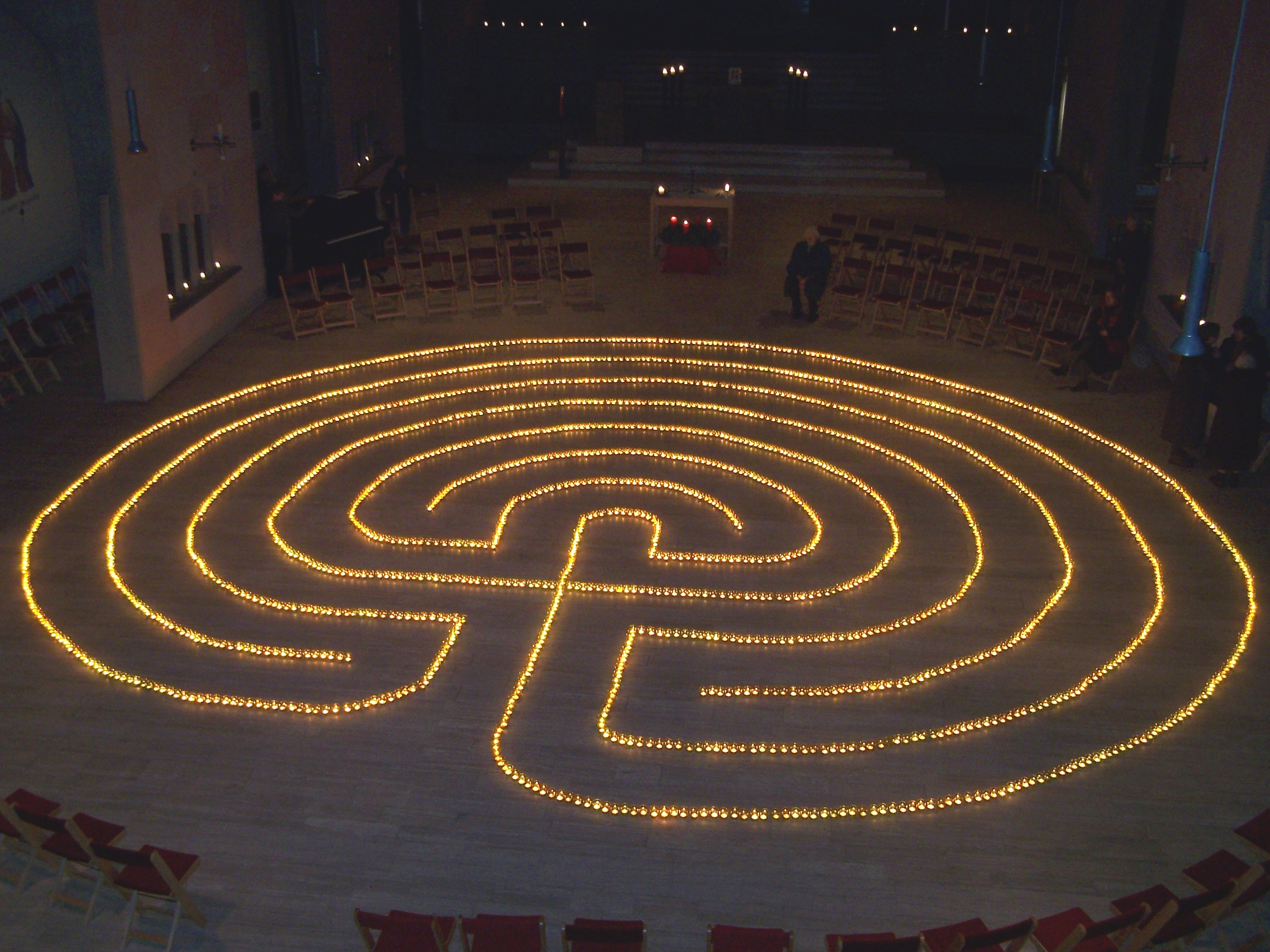
Kretisches Advents-Labyrinth aus 2500 brennenden Teelichtern am 11. Dezember 2011 in der Kirche

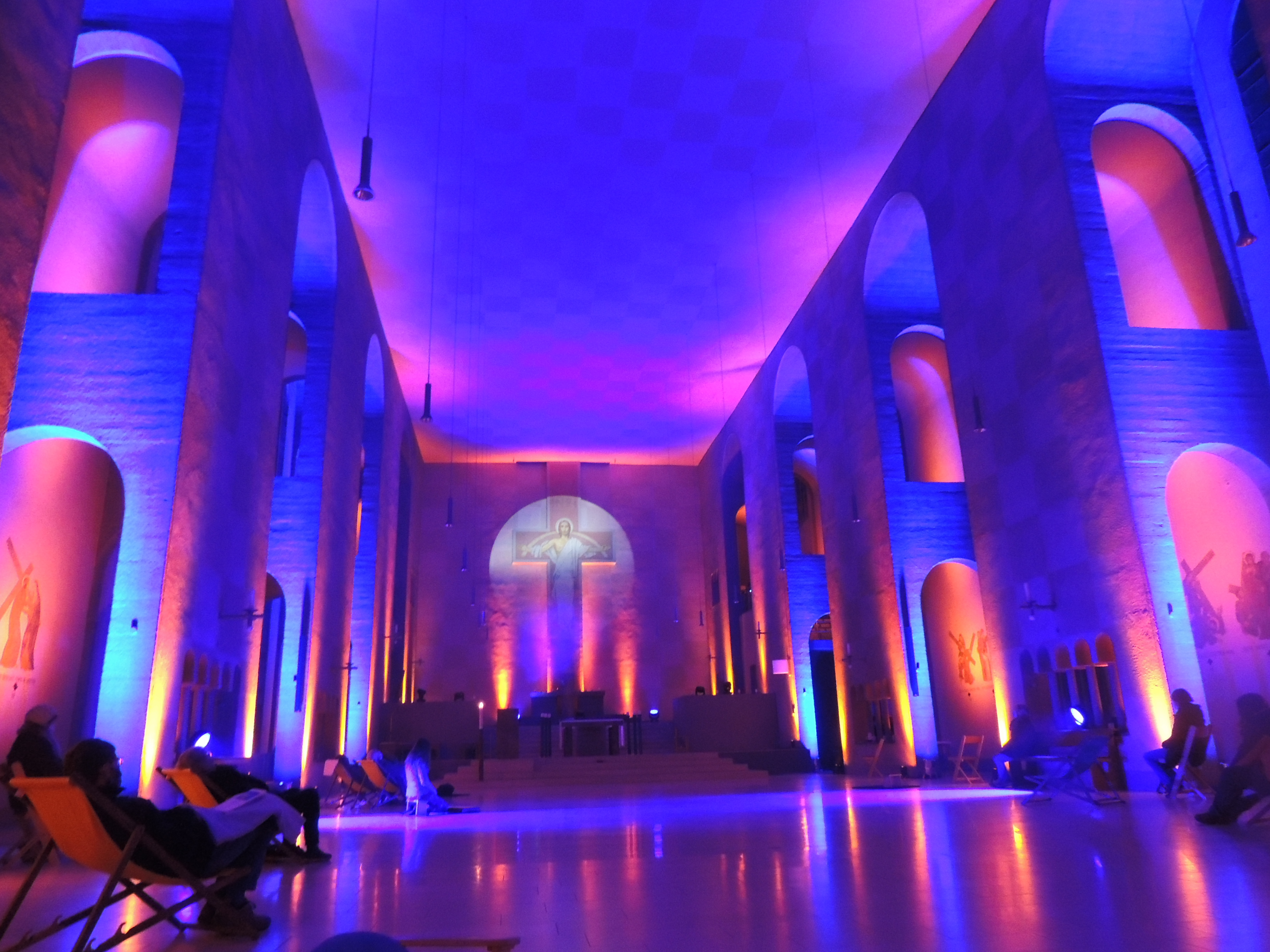
Teil der Lichtshow am ersten Adventswochenende 2020 in der Kirche („Nachtschimmer“)

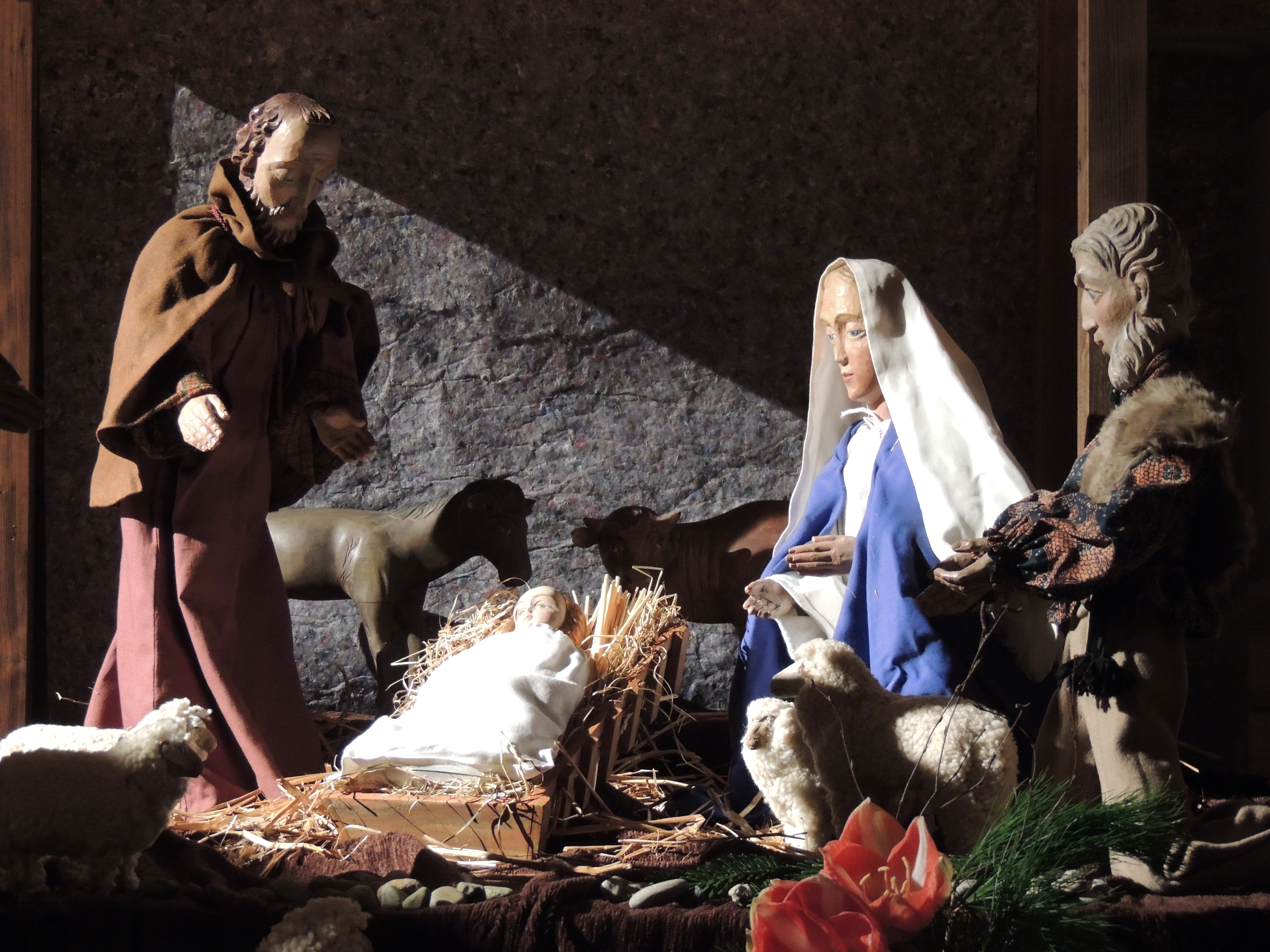
Weihnachtskrippe mit Figuren von Arnold Hensler und Otto Zirnbauer im Jahr 2012

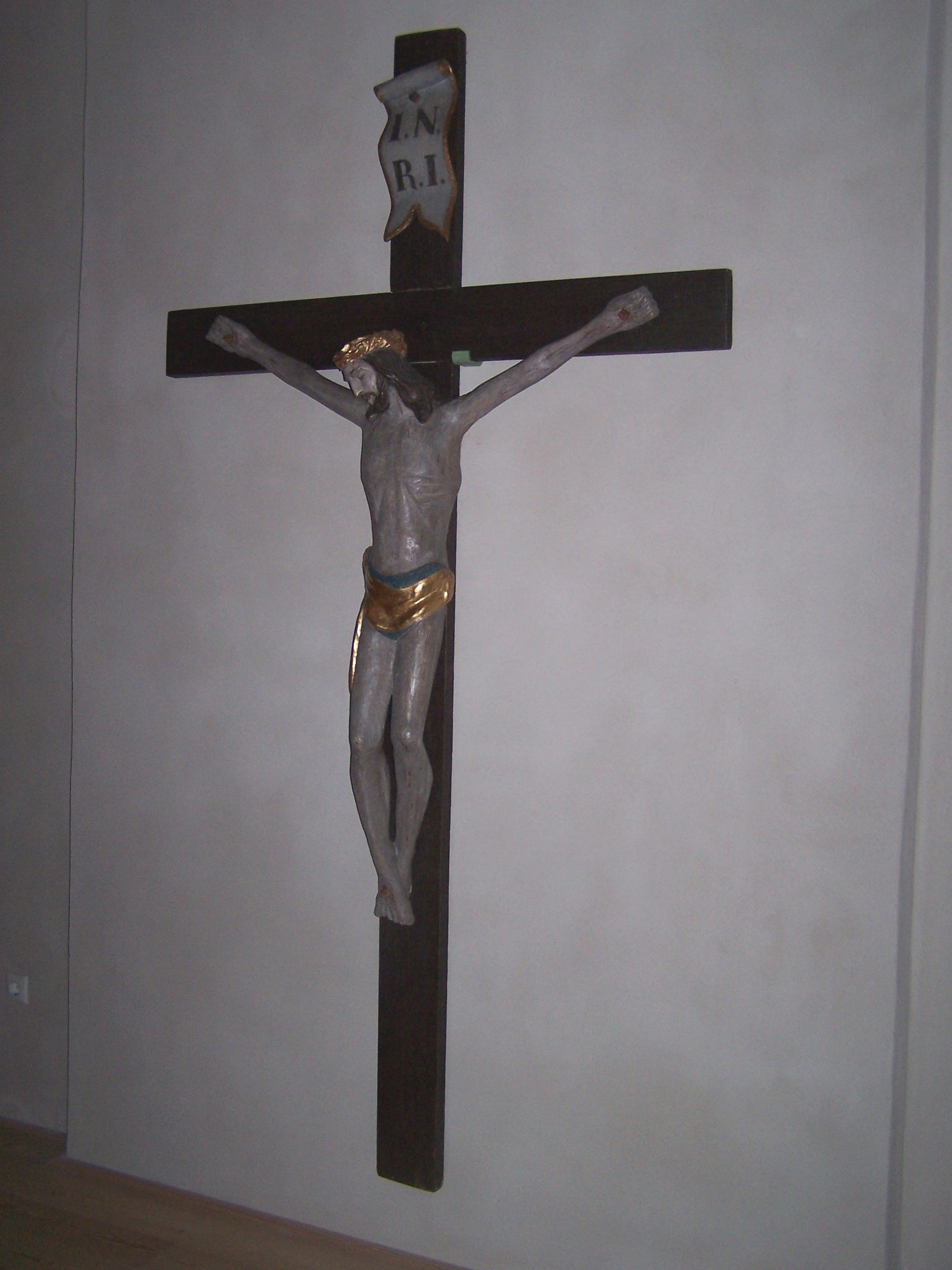
Hölzernes Kruzifix in der Krypta

Die Heilig-Kreuz-Kirche wurde als Sakralbau 1928–1929 vom Kirchenbaumeister Martin Weber entworfen, der früher (1927) auch die Kirche St. Bonifatius in Sachsenhausen und später (1931) die Kirche Heilig-Geist im Riederwald erbaute. Martin Weber steht mit diesen Frankfurter Kirchen neben der Frauenfriedenskirche und der Limburger Pallottinerkirche für das Neue Bauen im Sinne der Liturgischen Bewegung in der Römisch-katholischen Kirche.
Die Kirche befindet sich am östlichen Rand der von Ernst May geplanten Siedlung oberhalb des Bornheimer Hangs. Das am Ende der Wittelsbacherallee ursprünglich geplante Gemeinschaftshaus der Siedlung wurde nicht verwirklicht, so dass der Platz für den Bau einer Kirche zur Verfügung stand. Die Heilig-Kreuz-Kirche entstand als zweite katholische Kirche im Frankfurter Stadtteil Bornheim. Die Pfarrei war ursprünglich eine Ausgründung der späteren Nachbargemeinde St. Josef, der ersten katholischen Kirche in Bornheim. Grund für deren Pfarrer Josef Höhler war die Ausdehnung des Stadtteiles Bornheim nach Osten und die damit zusammenhängende Zunahme der Anzahl der Katholiken im Stadtteil.
Nachdem die katholische Gemeinde in den Jahren 1926 und 1927 die für den Bau der Kirche benötigten Grundstücke erworben hatte, beschloss der Kirchenvorstand im Mai 1927 die Ausschreibung eines nicht offenen Architektenwettbewerbs. Es wurden vier Architekturbüros geladen: Hans (1872–1952) und Christoph Rummel (1881–1961) (Frankfurt), Richard Steidle (1881–1958) (München), Martin Weber (1890–1941) (Frankfurt) und Robert. B. Witte (Dresden). Das Preisgericht setzte sich zusammen aus Vertretern der Kirche, dem Stadtbaurat Ernst May und dem Architekten Hans Herkommer. Den Architekten wurden diverse Vorgaben gemacht, darunter die Stellung der Turmfront an der Wittelsbacher Allee und die Zahl von 700 bis 800 Sitzplätzen. Außerdem wurden ein Hochaltar und zwei Seitenaltäre verlangt und eine Orgelempore für 150 Personen. Am 3. August 1927 entschied sich das Preisgericht für den Entwurf des Kirchenbaumeisters Martin Weber. Das Baumodell nannte der Architekt Hangkrone, da die Kirche den Bornheimer Hang „krönen“ sollte.
Am 19. Februar 1928 begannen die Bauarbeiten mit dem ersten Spatenstich. Am 18. März 1928 fand die Grundsteinlegung statt. Das Richtfest wurde am 14. September 1928 gefeiert. Am 25. August 1929 wurde die Kirche von dem Mainzer Bischof Hugo geweiht. Der Name Heilig-Kreuz-Kirche wurde gewählt, da das mittelalterliche Frankfurt mehrere dem Heiligen Kreuz geweihte Orte besaß. Einer davon war die Kapelle des 1343 von Wicker Frosch gestifteten Spitals zum Heiligen Kreuz. Diese Kapelle bildete gemeinsam mit der Kapelle des Katharinenklosters aus dem Jahr 1354 eine kleine Doppelkirche, den Vorgängerbau der heutigen evangelisch-lutherischen Katharinenkirche an der Hauptwache. In der Heilig-Kreuz-Kirche befindet sich ein Reliquiar mit einem Splitter des Heiligen Kreuzes. Bis 1950 war die Pfarrei vermögensrechtlich noch Teil der St.-Josefs-Pfarrei, mit der sie einen gemeinsamen Kirchenvorstand hatte.

#### Zweiter Weltkrieg
In der Zeit ab 1933 war auch die Heilig Kreuz-Pfarrei von der Unterdrückung durch die Nationalsozialisten betroffen und musste ab 1939 auch den Verlust von Gemeindemitgliedern im Zweiten Weltkrieg beklagen. Die Kirche wurde wegen ihrer exponierten Lage als Orientierungspunkt für die Navigation der Bomber der USAAF und der RAF genutzt. Die Fenster an der Westseite der Kirche wurden am 4. Oktober 1943 infolge eines Luftangriffs zerstört, der das Wasserwerk am Bornheimer Friedhof treffen sollte. Während des ersten Großangriffes auf Frankfurt am Abend des gleichen Tages wurden durch eine Reihe von Fliegerbomben, die in den Kleingärten am Bornheimer Hang niederging, auch die Fenster der Ostseite und des Pfarrhauses zerstört. Bei dem nächsten großen Angriff auf die Stadt am 29. Januar 1944 wurde das Pfarrhaus schwer getroffen. In der Nacht vom 18. auf den 19. März 1944 wurde die Kirche von mehreren Brandbomben getroffen, die zwar das Dachgebälk durchschlugen, aber im Kircheninnern gelöscht werden konnten. Am 11. Dezember 1944 erhielt die Kirche an der Westseite drei Bombentreffer, die die große Freitreppe an der Westseite des Kirchturms und die dahinter liegende Notkapelle im Turmsaal im Erdgeschoss des Turmbaus zerstörten und ein großes Loch in die Westseite des Kirchenschiffs rissen. Die Gottesdienste mussten danach im Heizraum unterhalb des Turmes abgehalten werden.

#### Nachkriegszeit
Der Heizraum unterhalb des Turmgebäudes wurde bis zum 1. Juli 1946 als Kirche genutzt. Während der Zeit des Wiederaufbaus wurde ab dem 26. September 1948 der unter der Kirche liegende Pfarrsaal als Unterkirche genutzt, der damals noch mit der späteren Krypta verbunden war, in der sich der Altarraum befand. 1950 wurde Heilig Kreuz zu einer eigenständigen Pfarrei mit eigenem Kirchenvorstand. 1951 konnte der Auftrag für die Wiederherstellung der Kirche erteilt werden. 1952 war das Kircheninnere wieder in einem intakten Zustand. Die Kirchenfenster wurden von dem Glasmaler Lorenz Matheis mit bleigefassten Scheiben in weißer und goldgelber Farbe neu verglast. Die Innenwände und die Decke wurden mit einem einfarbigen hellen Anstrich versehen. 1957 entstand westlich der Kirche der heute noch bestehende Kindergarten. 1965 bekam der Pfarrsaal unter dem Kirchenschiff im Rahmen einer Renovierung eine Bühne für Veranstaltungen. 1968 wurde der Altarraum umgestaltet, eine Folge der Liturgiereform durch das Zweite Vatikanische Konzil. Der Altar wurde versetzt, so dass der Priester den Gottesdienst zugewandt zur Gemeinde zelebrieren konnte. Ein steinerner Ambo ersetzte die abgerissene Kanzel. An der Stelle des alten Altars unter dem großen Wandkreuz im Chorraum stand jetzt das Taufbecken. Die Decke erhielt einen orangeroten und die Wände einen hellbeigen Anstrich. 1969 fand die erste Pfarrgemeinderatswahl statt. 1975 trat der vom Pfarrgemeinderat gewählte Verwaltungsrat an die Stelle des Kirchenvorstandes. 1990 kam es im Rahmen einer Restaurierung unter der Leitung des Architekten Bernhard Weber (1930–2000) zu einer weiteren Umgestaltung des Altarraumes. Das Taufbecken wurde in den Eingangsbereich der Kirche versetzt. An dessen Stelle entstand ein Sakramentsaltar mit dem Tabernakel, der die Stelle des früheren Hochaltars einnahm. Ab 1991 war der Pfarrer der Gemeinde auch gleichzeitig Pfarrer der Nachbarpfarrei Maria Rosenkranz in Seckbach. 1992 wurde bei der Renovierung des Kircheninnenraums weitgehend der ursprüngliche Zustand der Innenausmalung mit dem Schachbrettmuster in Hell- und Dunkelrot wiederhergestellt. 1997 wurde der bis dahin namenlose Platz vor dem Turm der Kirche am oberen Ende der Wittelsbacher Allee umgestaltet und bekam den Namen Martin-Weber-Platz.

### 21. Jahrhundert

#### Heilig Kreuz – Zentrum für christliche Meditation und Spiritualität
Zum 1. August 2007 bestimmte das Bistum Limburg auf Weisung des früheren Bischofs Franz Kamphaus die Kirche zum Zentrum für christliche Meditation und Spiritualität. Die Meditationskirche ist eine pastorale Einrichtung des Bistums und untersteht der Dezernentin für Pastorale Dienste des Bischöflichen Ordinariates (Stand 8/2022: Hildegard Wustmans). Verantwortet wurde das Angebot bis Juli 2018 von dem Franziskaner Helmut Schlegel (Deutsche Franziskanerprovinz) als Leiter des Zentrums und bis Juni 2019 als priesterlicher Mitarbeiter. Im November 2018 übernahm der Theologe Samuel Stricker die Leitung des Meditationszentrums und im August 2019 Olaf Lindenberg die Tätigkeit als priesterlicher Mitarbeiter. Zu dem Team gehören weitere Referentinnen, unter anderem von den Missionsärztlichen Schwestern. Das Team veröffentlicht derzeit jährlich eine Programmübersicht. Es war die erste Einrichtung dieser Art in Deutschland. Die Heilig-Kreuz-Kirche ist eine von fünf Themenkirchen des Bistums Limburg. Darüber hinaus gibt es neben dem ebenfalls 2007 gegründeten Fachzentrum für Trauerseelsorge in der Kirche St. Michael in Frankfurt-Nordend auch die drei bereits 2005 gegründeten Jugendkirchen Crossover in der Kirche St. Hildegard in Limburg an der Lahn, Jona in der Kirche St. Bonifatius in Frankfurt-Sachsenhausen und Kana in der Kirche Maria-Hilf in Wiesbaden-Nordost.
Im Kircheninneren wurden bis 2010 nach und nach kleinere Veränderungen umgesetzt. Die bisherigen Kirchenbänke wurden durch Klappstühle ersetzt, die eine flexiblere Nutzung des zur Verfügung stehenden Raumes ermöglichen. Der bisherige Hauptaltar wird bei den Gottesdiensten des Meditationszentrums nicht mehr genutzt und wurde in seiner Funktion durch einen kleinen Altar aus Holz ersetzt, der mit den Klappstühlen zusammen einen Kreis bildet. Für den barrierefreien Zugang zum Kircheninnenraum oder anderen Räumlichkeiten wurden Treppenlifte oder Rollstuhlrampen eingebaut. Die Krypta und die Räume des ehemaligen Pfarrhauses wurden der Nutzung als Meditationszentrum entsprechend umgestaltet.
Im März 2020 musste das Programm des Zentrums ausgesetzt werden, da wegen der COVID-19-Pandemie in Deutschland sämtliche Gottesdienste in Deutschland und damit auch alle anderen Veranstaltungen ausfallen mussten. Zu bestimmten Zeiten war zu dieser Zeit die Kirche jedoch täglich zur Meditation für eine begrenzte Personenzahl geöffnet. Im Mai 2020 wurden die Gottesdienste an Samstagen unter besonderen Auflagen wieder aufgenommen. Im Advent 2020 wurden erstmals vier Themenwochen mit einer speziellen Lichtshow („Nachtschimmer“), dem Adventslabyrinth, dem Friedenslicht und über Lichtgestalten durchgeführt. Im Dezember 2020 wurde erstmals eine evangelische Vikarin der Evangelischen Kirche in Hessen und Nassau in einem halbjährlichen Spezialvikariat in dem Zentrum tätig.

#### Von der Neuen Pfarrei St. Josef zur Pfarrei neuen Typs
Mit der Einrichtung des Zentrums für christliche Meditation und Christliche Spiritualität verlor die Heilig-Kreuz-Kirche ihre bisherige Rolle als Pfarrkirche. So gehörte das bisherige Gemeindegebiet von Heilig Kreuz wieder zu der Pfarrei St. Josef, aus der die Gemeinde einst hervorgegangen war. Die beiden katholischen Bornheimer Gemeinden wurden – mit einem Teil des Gemeindegebietes der bisherigen Pfarrei St. Michael – zu der neuen Pfarrei St. Josef zusammengeschlossen. Die Kirche St. Michael wurde zu dem Fachzentrum Trauerseelsorge des Bistums Limburgs. Gemeinsam mit ihrer Nachbargemeinde Maria Rosenkranz in Seckbach bildete die neue St. Josef-Gemeinde bis zum 31. Dezember 2011 den Pastoralen Raum Frankfurt-Bornheim, in dem eine stärkere Zusammenarbeit als vorher stattfand. Die Pfarrei St. Josef war zu diesem Zeitpunkt mit fast 11.000 Katholiken eine der größten im Bistum Limburg. Zum 1. Januar 2012 wurden die Pastoralen Räume in Frankfurt neu gegliedert und aus den beiden Pastoralen Räumen Frankfurt-Bornheim und Frankfurt-Ost mit den beiden Pfarreien Heilig-Geist im Riederwald und Herz-Jesu in Fechenheim wurde ein neuer Pastoraler Raum mit der Bezeichnung Frankfurt-Ost geschaffen. Dieser bestand bis zum 31. Dezember 2014.
Zum 1. Januar 2015 wurde aus den vier Pfarreien des Pastoralen Raumes Frankfurt-Ost (St. Josef in Bornheim, Maria Rosenkranz in Seckbach, Heilig-Geist im Riederwald und Herz-Jesu in Fechenheim) eine Pfarrei neuen Typs unter dem Namen St. Josef Frankfurt am Main mit den vier Kirchorten geschaffen. Dazu gehört die Zentralisierung bestimmter Aufgaben, wie des Pfarrsekretariats. Die Pfarrei hatte zu diesem Zeitpunkt ca. 16.500 Mitglieder. Die Heilig-Kreuz-Kirche ist eine der Profilkirchen des Bistums. Durch ihre Lage im Gebiet der Pfarrei neuen Typs St. Josef Frankfurt am Main ist sie gleichzeitig deren Filialkirche. Die Gebäude werden von der Stadtkirche Frankfurt am Main verwaltet.

## Das Bauwerk
Die mit flachen Satteldächern versehene und in Stahlskelettbauweise ausgeführte Kirche wird über die in der Wittelsbacher Allee vorgelagerte große Freitreppe betreten. Der Kirchenraum befindet sich ein Stockwerk über dem Straßenniveau. Den Grundriss der Kirche verstand Martin Weber als eine Weiterentwicklung des Grundrisses der Bonifatiuskirche in Frankfurt-Sachsenhausen.
Das Kirchenschiff ist genau in Nord-Süd-Richtung ausgerichtet, der Altarraum befindet sich an dessen Nordseite. Nach der Einweihung war der Innenraum zunächst rot-rosa-kariert gestrichen. Die ursprünglichen Fenster trugen von innen lesbare große Buchstaben. Es handelte sich um eine deutsche Übersetzung des lateinischen Hymnus Vexilla regis (Des Kreuzes Zeichen zieht einher). Die Buchstaben erschienen bei Tag dunkel vor dem von außen durch die Fenster scheinenden Licht. Bei Dunkelheit leuchteten sie durch die Reflexion des Lichts der Kirchenbeleuchtung. Die Turmkreuze sind in dem für Martin Weber typischen Verhältnis von Breite zu Höhe 1:4 (1,50 × 6,00 Meter) ausgeführt („Weberkreuz“).
In der Heilig-Kreuz-Kirche befindet sich der Altarraum an der Stirnwand des Kirchenschiffes, in der Kirche St. Bonifatius in Frankfurt-Sachsenhausen befindet sich der Altarraum in einem eigenen Chorraum und die Heilig-Geist-Kirche in Frankfurt-Riederwald besitzt im Gegensatz dazu einen zentral angeordneten Altarbereich.
Im Zweiten Weltkrieg wurden die Kirche und das angrenzende Pfarrhaus in der Kettelerallee durch mehrere Bombentreffer beschädigt. Die Kirchenfenster wurden 1943 durch die Druckwellen von Bombenexplosionen in der Nähe zerstört. Die große Haupttreppe am Turm wurde 1944 durch einen Bombentreffer zerstört und das Kirchendach von Brandbomben durchschlagen. Nach dem Wiederaufbau bekam der Kircheninnenraum ab 1951 einen weißen Anstrich an den Wänden mit einer orangefarbenen Decke. Die neuen Kirchenfenster wurden in einem gelblichen Farbton neu verglast. Die beiden Seitenaltäre wurden entfernt. Außerdem gab es in der Kirche insgesamt fünf Seitenkapellen, die sich zwischen den Säulen im Kircheninneren und den beiden Seitenwänden des Kirchenschiffs befanden. Sie waren verschiedenen Heiligen gewidmet, z. B. der Heiligen Elisabeth, der Heiligen Rita und der Heiligen Agnes. Hinter der linken vorderen Säule befand sich der Aufgang zur Kanzel, die einen rechteckigen Schalldeckel besaß. Die Kirche wurde 1986 gemeinsam mit ihrer Lage und der Zuordnung zur Ernst-May-Siedlung unter Denkmalschutz gestellt. 1990 wurden umfangreiche Renovierungsarbeiten begonnen, bei denen der Altarraum umgestaltet wurde und 1992 der Innenraum, auch aus Gründen des Denkmalschutzes, wieder seinen ursprünglichen Anstrich zurückerhielt.
Die Kirche besitzt ein dreistimmiges Geläut. 1955 wurde das Geläut der damals neu gebauten evangelischen Heilandskirche auf das der Heilig-Kreuz-Kirche und der Johanniskirche abgestimmt, damit alle Geläute auch ohne Disharmonie gemeinsam erklingen konnten.
Unter der Kirche befindet sich die Krypta, die anlässlich der Gründung des Zentrums für christliche Meditation und Spiritualität einer grundlegenden Renovierung und Umgestaltung unterzogen wurde. Unter anderem wurde der Boden mit einem Parkettbelag versehen und der eigentliche Meditationsbereich mit Stoffbahnen aus Leinen und einem Türrahmen aus Holz als Zugang versehen. An der Südwand befindet sich ein 183 × 138 cm großes hölzernes Kruzifix. Vermutlich stammt es ursprünglich aus dem alpenländischen Raum des 17. oder 18. Jahrhunderts. Es stammt aus dem Nachlass der 1937 verstorbenen katholischen Frau May (geborene Ethel Mary Villers Forbes aus dem Hause des Earls of Granard, Plymouth) des jüdischen Unternehmers Carl von Weinberg, die den ersten Pfarrer von Heilig-Kreuz Georg Nilges aus seiner Zeit als Kaplan in Frankfurt-Niederrad kannte.
Neben der Krypta befindet sich ein großer Veranstaltungssaal mit einer Bühne, der Pfarrsaal der ehemaligen Heilig-Kreuz-Gemeinde. Im Fußteil des aus sieben Stockwerken bestehenden Turmgebäudes befindet sich außerdem der Turmsaal, der auch weiterhin von der neuen St.-Josef-Gemeinde genutzt wird. An den Außenwänden der Seitengänge, der Innenseite der linken vorderen Trennwand des linken Seitenganges zum Kirchenraum und der hinteren Wand der Eingangshalle im Turmbau befindet sich ein gemalter Kreuzweg des Künstlers Georg Poppe. Die vorletzte (13.) Station des Kreuzweges bildete bis 2020 die Pietà aus Holz der Bildhauer Arnold Hensler und Otto Zirnbauer 2020 wurde die Pieta nach einem Aufenthalt in einer Arnold Hensler-Ausstellung im Diozösan-Museum in Limburg an einen neuen Stellplatz etwa in mittlerer Höhe des Kirchenschiffs verlegt. An der Altarseite befindet sich ein beim Wiederaufbau 1952 umgestaltetes großes Kreuz, auf dem sich ein Gemälde mit dem auferstehenden Jesus befindet. Bis zum Zweiten Weltkrieg befanden sich links und rechts neben dem Kreuz an der Wand zwei große gemalte Engel.
An der südlichen Außenwand des Turmes enden die den Glockenstuhl tragenden Balken in vier geflügelten Tierfiguren mit den Köpfen von Mensch, Löwe, Stier und Adler, die die vier Evangelisten Matthäus, Markus, Lukas und Johannes symbolisieren. Ursprünglich waren die Köpfe der vier Figuren mit Heiligenscheinen aus Metall versehen. Die vier Balken tragen die Aufschrift „Wir aber predigen Christus den Gekreuzigten, Christus Kraft und Gottes Weisheit“ (1. Kor. 1, 23-24). Unter den Tierfiguren befindet sich eine Putzreliefplastik des Schweißtuchs der Veronika. Geschaffen wurde das Relief und die Tierfiguren von dem Wiesbadener Bildhauer Arnold Hensler. An der West- und an der Ostseite des Turmes befindet sich jeweils eine ziffernlose Turmuhr. Auf dem Grundstück befinden sich außerdem der 1957 errichtete Kindergarten, das ehemalige Pfarrhaus mit einem Pfarrbüro und Wohnungen, ein Gebäude mit Gruppen- und Clubräumen, sowie ein früher bei Jugendlichen beliebter Bolzplatz, der heute hauptsächlich als Parkplatz genutzt wird. Der Kindergarten wurde 2011 durch ein weiteres Gebäude im ehemaligen Pfarrhof an der Ortenberger Straße erweitert.

## Orgel
1964 wurde von dem Orgelbauunternehmen Gebr. Späth Orgelbau eine zu diesem Zeitpunkt typische Orgel installiert. Die Tontraktur arbeitet elektrisch, die Registerschleifen werden elektropneumatisch angesteuert. Die Orgel wurde 2019 von dem Nachfolgeunternehmen Freiburger Orgelbau Hartwig und Tilmann Späth gereinigt und revidiert. Der freistehende Spieltisch wurde komplett überarbeitet und mit neuen Registerwippen und LED-Beleuchtungskörpern versehen. Die Elektrik wurde teilweise erneuert, außerdem auch das Leder der Bälge, die Membranen und andere elektropneumatische Teile. Die Windladen wurden überholt und die Windversorgung durch neue Balgregulierungen und einen neuen Motor stabilisiert.
Auf der klanglichen Ebene verlieh die Nachintonation der Orgel mehr Charakter und milderte laute Schärfen. Nach dem Umbau und Rückung erklang der Pommer 16' als tragender Bordun.
| I Hauptwerk C–g3 |                |       |
| 1.               | Bordun         | 16'   |
| 2.               | Prinzipal      | 8'    |
| 3.               | Gemshorn       | 8'    |
| 4.               | Oktave         | 4'    |
| 5.               | Rohrflöte      | 4'    |
| 6.               | Nasat          | 2 ⁄3' |
| 7.               | Oktave         | 2'    |
| 8.               | Mixtur VI–VIII |       |
| 9.               | Trompete       | 8'    |

| II Schwellwerk C–g3 |                  |       |
| 10.                 | Koppelflöte      | 8'    |
| 11.                 | Quintade         | 8'    |
| 12.                 | Prinzipal        | 4'    |
| 13.                 | Nachthorn        | 4'    |
| 14.                 | Schwiegel        | 2'    |
| 15.                 | Sifflöte         | 1 ⁄3' |
| 16.                 | Sesquialter II   |       |
| 17.                 | Scharffmixtur IV |       |
| 18.                 | Schalmeyoboe     | 8'    |

| Pedal C–f1 |               |           |
| 19.        | Subbass       | 16'       |
|            | Zartbass      | 16' TM I. |
| 20.        | Principalbass | 8'        |
| 21.        | Gedecktbass   | 8'        |
| 22.        | Rauschbass IV |           |
| 23.        | Posaune       | 16'       |

- Koppeln: II/I, Sub II/I, Super II/I, I/P, II/P
- Spielhilfen: 2 freie Kombinationen, 1 freie Pedalkombination, Crescendowalze, Tutti, Auslöser, Schleifladen, elektrische Spieltraktur, elektropneumatische Registertraktur[30][31]

## Verkehrsanbindung
Die Heilig-Kreuz-Kirche ist von der Straßenbahn-Endhaltestelle Ernst-May-Platz der Linie 14 in der Wittelsbacher Allee in etwa einer Minute und von dem von der Stadtbahn-Linie U7 der U-Bahn Frankfurt angefahrenen U-Bahnhof Eissporthalle/Festplatz in wenigen Minuten zu Fuß zu erreichen. Die Buslinie 38 verbindet das Panoramabad sowie die Siedlung mit dem Stadtteilkern und dem Nachbarstadtteil Seckbach. In der Nähe ist außerdem die Anschlussstelle Frankfurt-Ost der Bundesautobahn 661.

## Jakobsweg
Unterhalb des Bornheimer Hangs im Osten der Kirche verläuft ein Zweig des deutschen Jakobswegs. Dieser orientiert sich an dem Verlauf des historischen Fernhandelsweges von Leipzig nach Frankfurt am Main (Des Reiches Straße). Er beginnt in der Bischofsstadt Fulda, führt über Schlüchtern, Steinau an der Straße, Bad Soden-Salmünster, Gelnhausen, Langenselbold, Erlensee und Bruchköbel und gehört zum Netz der Hauptwege der Jakobspilger in Europa, die nach Santiago de Compostela zum vermuteten Grab des Hl. Jakobs in der dortigen Kathedrale führen. Der Weg führt über insgesamt 116 km an der Heilig-Kreuz-Kirche vorbei über den Frankfurter Ostpark an dem Neubau der Europäischen Zentralbank auf dem Gelände der ehemaligen Großmarkthalle weiter zum Ufer des Mains in die Innenstadt Frankfurts, weiter am Main entlang bis zum Eisernen Steg, auf dem linken Mainuferweg in Richtung Mainz und anschließend weiter nach Trier.

## Trivia

### Roman
Eine in Frankfurt spielende Szene des 1999 erschienenen und mit dem Heimito von Doderer-Literaturpreis ausgezeichneten Romans des deutschen Schriftstellers Martin Mosebach Die Türkin wurde von der Heilig-Kreuz-Kirche inspiriert. Die beschriebene Szenerie um die „chiricoeske Basilika“ ähnelt der Heilig-Kreuz-Kirche am Bornheimer Hang.

### Fernsehfilm
Ende Juni 2019 wurden in der Heilig-Kreuz-Kirche als Drehort mehrere Szenen, wie zum Beispiel eine Beichtszene für den Sat.1-Fernsehfilm Mörderische Tage – Julia Durant ermittelt der Julia-Durant-Reihe von Andreas Franz und Daniel Holbe mit Sandra Borgmann in der Titelrolle von dem Regisseur Nicolai Rohde gedreht. Das Drehbuch stammte von Kai-Uwe Hasenheit und Andreas Bareiss. Für die Dreharbeiten wurden im Kircheninneren vom Filmteam Stühle mit schwarzen Sitzflächen und Lehnen sowie ein eigens angefertigter Beichtstuhl, der Designelemente und Farbgestaltung von Türen der Kirche aufnimmt, aufgestellt. Zu sehen sind im Kircheninneren beispielsweise das Wandgemälde einer Grabesszene im Eingangsbereich, die Orgel und der Beichtstuhl als Filmkulisse. Mehrere Male sind auch die Freitreppe und die Häuser der Siedlung Bornheimer Hang gegenüber in der Ortenberger Straße zu sehen. Außerdem wurden Drohnenaufnahmen des Turmgebäudes verwendet. In mehreren Szenen ist der Turmbau von oben zu sehen. Der Fernsehfilm wurde erstmals am 10. November 2019 auf Sat.1 emotions und am 11. November 2019 auf Sat.1 ausgestrahlt.